# Iconometra marginata
Iconometra marginata is een haarster uit de familie Colobometridae.
De wetenschappelijke naam van de soort werd in 1912 gepubliceerd door Austin Hobart Clark.